# کاوه علیا (ده سفید)
کاوه علیا (ده سفید) یک روستا در ایران است که در دهستان کاکاوند شرقی شهرستان دلفان واقع شده‌است. کاوه علیا ۱۷۲ نفر جمعیت دارد.